# Kabouter Wesley
Kabouter Wesley (Deutsch: Wichtel Wesley) ist eine belgische Serie von Comics und kurzen Animationsfilmen über einen übellaunigen und zur Gewalttätigkeit neigenden Wichtel. Die von Jonas Geirnaert erdachte und gezeichnete Figur ist in Flandern und den Niederlanden außerordentlich populär. Zeichenstil und Inhalt sind gewollt naiv und amateurhaft, die Handlung häufig surreal, brutal und politisch unkorrekt.

## Geschichte
Geirnaert entwickelte die Figur Kabouter Wesley während der  Produktion des Zeichentrickkurzfilms Flatlife, der auf dem Filmfestival Cannes 2004 den Preis der Jury gewann. Die Comics wurden ab 2008 im belgischen Wochenblatt HUMO veröffentlicht, die Animationsfilme in der vom belgischen Fernsehsender Eén ausgestrahlten Satiresendung Man Bijt Hond.
Für die musikalische Untermalung der Animationsfilme wurden Hammond-Orgel-Stücke von Klaus Wunderlich genutzt.

## Erschienene Bücher
Het Grote Kabouter Wesley Boek  Verlag Borgerhoff & Lamberichts (2010) ISBN 9789089311535